# Wiesbaden
Wiesbaden, pronunțat [vis-ba-dăn], este capitala landului federal german Hessa (în germană: Hessen). Ca număr de locuitori Wiesbaden este pe locul doi în Hessa, după Frankfurt pe Main. Wiesbaden este unul din cele mai vechi orașe balneare din Europa, dispunând de 26 izvoare de apă minerală caldă și un izvor de apă minerală rece. Se situează în marea zonă urbană Rhein-Main (zona din jurul locului unde râul Main se varsă în Rin (Rhein)), unde se mai află în apropiere și următoarele orașe importante: Frankfurt pe Main, Darmstadt, Offenbach am Main, Hanau și Mainz.
Numărul de locuitori din Wiesbaden a depășit 100.000 încă din anul 1905, drept care, conform Conferinței Internaționale de Statistică din anul 1887, Wiesbaden este considerat „oraș mare”.
La 31 decembrie 2011 avea 276.600 de locuitori.

## Detalii geografice

### Poziție
Wiesbaden, cel mai mare oraș al zonei geografice Rheingau, este plasat pe malul drept al râului Rin, direct vizavi de Mainz, capitala landului federal german Renania-Palatinat (Rheinland-Pfalz), într-o vale de la poalele lanțului muntos Taunus. Coordonatele geografice ale orașului sunt: latitudinea 50° 05' N și longitudinea 08° 15' E. Altitudinea medie a orașului este de 115 m, cu maxima la 608 m pe drumul numit Rheinhöhenweg și minima la 83 m în cartierul Schierstein, unde se află și portul la Rin al orașului. Suprafața orașului este de 204 km², întinderea de la N la S măsoară 17,6 km iar cea V-E 19,7 km.
Teritoriul orășenesc cuprinde în partea sa de nord păduri întinse (27,4 %), la vest parcele de viță de vie, iar la est suprafețe agricole (31,1 %). Granițele orașului măsoară o lungime totală de 79 km, din care 10,3 km sunt direct la Rin.
Wiesbaden este supranumit "Poarta spre Rheingau", aceasta fiind o zonă întinsă, pe partea dreaptă a Rinului, renumită (printre altele) prin vinuri de mare tradiție și calitate.

### Climă
Poziția apărată a Wiesbadenului la poalele înălțimilor Taunus (care ajung până la aproape 1.000 m) îi conferă o climă blândă. Temperatura medie anuală în Wiesbaden este de 9,5 °C, precipitațiile se adună la 622 l/m², iar soarele strălucește pe cer în medie 1.565 ore pe an, Wiesbaden fiind astfel unul dintre cele mai calde orașe din Germania. Totuși, din cauza poziției defavorabile a centrului orașului precum și a câtorva blocuri înalte, cartierele centrale primesc puțin aer proaspăt.

## Aspectul general al orașului

### Centrul
Aspectul general al centrului orașului este determinat de următoarele fapte:
- Majoritatea clădirilor din partea centrală a Wiesbadenului s-au construit în numai circa 60 ani (1850 - 1914). Constructorii responsabili pentru aspectul orașului au fost Christian Zais (pe la începutul secolului XIX) și Felix August Helfgott Genzmer (spre sfârșitul acestui secol).
- Tot în această perioadă, Wiesbadenul a atras numeroși vizitatori sau oaspeți bogați care și-au putut satisface în Wiesbaden dorințele lor de reprezentație luxurioasă.
- În plus, în timpul celui de-al Doilea Război Mondial, centrul Wiesbadenului a suferit distrugeri mult mai mici decât alte orașe germane: în Wiesbaden au fost distruse "numai" cca. 30 % din clădiri.

Din aceste motive centrul Wiesbadenului de azi prezintă un tablou destul de unitar, majoritatea clădirilor aparținând stilurilor architectonice clasicism, istorism și "Art Nouveau" (Franța) sau  Jugendstil (Germania și Olanda). La sfârșitul sec. XIX au fost construite aici numeroase cartiere de case de o familie și vile, cu fațadele împodobite bogat, precum și alei frumoase, largi. Renumele de oraș balnear de talie mondială a provenit și de la multele clădiri publice reprezentative, ca de exemplu Kurhaus (pavilionul balnear principal) cu parcul său frumos, clădirea teatrului (adăpostește acum un Teatru de stat al landului Hessa), biserica Marktkirche (construită între 1853-1862) precum și de la numeroasele parcuri foarte centrale, ca de exemplu Warmer Damm, Reisinger-Anlagen și Bowling Green.
În cartierele centrale există foarte puține zone ocupate de industrie sau comerț angrosist.
Construcții moderne, realizate în ultimii ani din bugetul statului:
- Construcții noi: Centrul Justiției, Prezidiul Poliției, centrele comerciale de tip "mall" Luisenforum și Lilien Caré, Filmhaus Wiesbaden (Casa Cinematografului), stadionul "Brita"
- Refaceri: zona pietonală, Vila Clementine (centru pentru literatură), Biblioteca Landului Hessa, bisericile Marktkirche și Ringkirche, Palatul orășenesc, hotelul Rose, casa Balzer, clădirea Walhalla, piațeta și monumentul Kriegerdenkmal (Monumentul Războinicului), părculețul Bowling Green, complexul balnear Kurhaus
- Proiect în lucru: remodelarea pieții Platz der deutschen Einheit.

În afară de acestea există în oraș desigur și multe alte clădiri și construcții noi care țin de diverse inițiative particulare.

### Alte cartiere ale Wiesbadenului
Cu cât crește depărtarea de centrul cu clădirile sale autentice și decorative, cu atât mai des se întâlnesc construcții postbelice, de multe ori anoste, ca de exemplu blocuri mari de locuit cu arhitectură simplistă sau chiar „inexistentă”.
Cu timpul multe orășele și comune din apropiere au fost alipite la teritoriul Wiesbadenului. Unele, mai apropiate, s-au integrat repede în oraș (de exemplu cartierele Dotzheim, Schierstein, Rambach). Și cartierele Biebrich și Bierstadt au acum aspect orășenesc. Însă alte comune, integrate administrativ și ele, și-au păstrat în bună măsură aspectul și caracterul lor rural (Naurod, Auringen, Breckenheim, Kloppenheim, Hessloch, Igstadt, Nordenstadt, Erbenheim, Delkenheim, Frauenstein).
Zonele și cartierele industriale se află situate în general în sudul orașului, la Rin: Schierstein, Biebrich, precum și cele 3 cartiere de tip „district local” (Ortsbezirk) care inițial țineau de orașul Mainz, anume Mainz-Amöneburg, Mainz-Kastel și Mainz-Kostheim. Și în cartierele Erbenheim și Nordenstadt se află câteva zone industrializate mai mici.
În câteva zone relativ centrale încă se mai află puncte de sprijin ale trupelor SUA. Astfel, în cartierul Erbenheim se află un mic aeroport militar (Airfield Erbenheim). Câteva zone de locuit ale acestor trupe americane (Housing Areas) sunt de exemplu Aukamm, Crestview și Hainerberg Village. În 1993 americanii au părăsit cazărmile Camp Pieri (din cartierul Dotzheim) și Camp Lindsey (care azi se numește Cartierul Europa). Aceste foste cazărmi au fost înapoiate Germaniei și sunt acum folosite civil; în unele părți ale lor s-au construit deja cartiere de locuințe noi, moderne, cu proprietate particulară. Dar și unele instituții importante au primit aici noi sedii, ca de exemplu: Bundeskriminalamt (Oficiul Federal de Criminalistică), Volkshochschule (Universitatea Populară din Wiesbaden), Einwohnermeldeamt (Oficiul administrativ al locuitorilor Wiesbadenului), Hochschule RheinMain (Școala superioară „RheinMain” din Wiesbaden) ș.a.

## Istorie
Pe teritoriul orașului au fost găsite vestigii de la celți, care provin încă din jurul anului 1000 î.Hr.
Izvoarele minerale ale Wiesbadenului erau cunoscute încă de pe vremea romanilor.  Prin anii 9 – 15 d.Hr. aceștia au dispus construirea unei cetățui în apropierea izvoarelor. Ele au fost pentru prima dată descrise de către Plinius cel Bătrân în lucrarea sa Naturalis historia din anul 77 d.Hr. Pe aceste locuri s-a format mai apoi și prima așezare romană care s-a numit Aquae Mattiacorum ("Apele Matthiacilor"). Matthiacii au fost o gintă hattică. De la acest nume provine și inscripția de pe pavilionul balnear central de azi (Kurhaus ), anume "Aquis Matthiacis" ("<Închinat> apelor Matthiacilor").
La lucrările șantierului de locuințe pentru armata americană din cartierul Erbenheim (vezi mai jos) au fost descoperite recent (2009 și 2010) importante vestigii romane, pe care arheologii le-au datat în sec. al II-lea d.Hr. Este vorba despre fundamentele unui conac care a primit numele "Villa Rustica", dar și alte rămășițe din afara sa, ca de exemplu resturile unei fântâni pătrate cu întăritură din lemn. Săpăturile arheologice au găsit în acest loc încă mai demult resturi de așezări omenești datând încă din epocile de piatră, de bronz și de fier. De data asta, pe lângă fântâna de mai sus, au mai fost găsite de la romani: numeroase cioburi de vase, unelte, resturi de alimente, o bucată dintr-o țeavă de plumb pentru apă, un păhărel de lut încă întreg ș.a.
Cea mai veche adnotare în scris a orașului datează din anii 828 – 830, când biograful lui Carol cel Mare a folosit numele ’’Wisibada’’ (baia de pe pajiști).
În jurul anului 1170 Casa Nassau au cumpărat domenii imperiale pe teritoriul și în jurul orașului Wiesbaden de azi.
Se pare că la 1232 Wiesbaden a fost numit oraș imperial. Acesta ar fi fost și motivul pentru care în anul 1242 arhiepiscopul de Mainz a dat ordin să se distrugă orașul.
În 1296 regele romano-german Adolf von Nassau a fondat pe teritoriul de azi al orașului mânăstirea Klarenthal. În același an trupele regelui Ludwig der Bayer (Ludovic Bavarezul) au asediat în zadar orașul. Totuși mânăstirea Klarenthal și vecinătățile ei au fost jefuite și distruse.
În 1525, în timpul războaielor țărănești, locuitorii Wiesbadenului s-au angajat în război, dar, după ce au fost învinși, și-au pierdut toate privilegiile. Ei și le-au recâștigat abia în 1566.
Reformarea luterană s-a realizat în Wiesbaden la 1543 - prin numirea lui Wolf Denthener ca preot evanghelic-luteran.
Între 1609 și 1610 s-a construit în Wiesbaden "Primăria Veche" (Altes Rathaus) – cea mai veche clădire păstrată până azi. Dar cele mai multe clădiri vechi au căzut victima incendiilor din anii 1547 și 1561.
În 1744 dinastia Nassau și-a stabilit reședința principală la Palatul Biebrich, aflat direct la Rin. În 1806 Wiesbaden a devenit sediul guvernului și capitala ducatului Nassau. În timpul acestei dinastii s-au trimis soldați din Wiesbaden să lupte în războaie în Spania de partea lui Napoleon Bonaparte contra partizanilor și trupelor spaniole inclusiv aliaților lor britanici. În 1813 regenții de Nassau (și bineînțeles și armatele lor) au trecut de partea aliaților Spania și Britania. Pentru a sprijini Rusia și Prusia împotriva francezilor au trebuit alcătuite noi trupe. Bătălia de la Waterloo din anul 1815 a pus până la urmă capăt succeselor lui Napoleon. În Wiesbaden, ostașii din oraș căzuți la Waterloo sunt comemorați prin monumentul din piața Luiza (Luisenplatz ).
Timpurile de înflorire ale Wiesbadenului și transformarea sa într-un oraș balnear de categorie mondială au început în sec. XIX. În continuă dezvoltare, orașul a devenit încă de pe-atunci un loc prielnic pentru congrese, precum și un sediu administrativ important. Supranumit „Nisa nordului“, orașul a fost vizitat deseori, mai ales în timpul verii, de către împăratul Wilhelm al 2-lea, care i-a conferit prin aceasta rangul (inoficial) de oraș imperial. Curtea sa a atras mulți nobili, artiști și industriași bine-situați, dintre care mulți și-au stabilit reședința sau locuința lor permanentă la Wiesbaden. Drept consecință, în această perioadă au fost construite multe clădiri de reprezentație.
Populația orașului a crescut repede, aproape înzecindu-se între anii 1840 – 1910, și anume de la 11.650 la 109.000 de  locuitori. În această perioadă Wiesbaden a fost orașul german cu cei mai mulți milionari.
Perioada înfloririi Wiesbadenului ca oraș balnear renumit s-a sfârșit o dată cu sfârșitul Primului Război Mondial. În 1918 orașul a fost ocupat de armata franceză, iar în 1921 s-au stabilit plățile datorate Franței ca despăgubiri de război. În 1925 Armata engleză de la Rin și-a stabilit aici sediul principal. Ocupația de către forțele Antantei (Anglia și Franta) s-a sfârșit abia în 1930.
În noaptea de 9 - 10 noiembrie 1938 (noapte numită "Noaptea pogromului din noiembrie" sau "Noaptea de cristal"), în timpul guvernului nazist, naziștii și slugile lor au incendiat și distrus total sinagoga principală de pe colina Michelsberg, pe atunci una din cele mai reprezentative clădiri ale orașului. Abia în zilele noastre (2009), deci la 65 de ani de la sfârșitul războiului, s-a hotărât ca pe vechiul loc al sinagogii să se construiască un monument comemorativ al sinagogii și al evreilor orașului uciși în holocaust. Monumentul a fost inaugurat oficial în ianuarie 2011.
În timpul celui de-al Doilea Război Mondial Wiesbaden-ul a avut norocul să nu fie bombardat prea puternic de către Aliați. La 28 martie 1945 trupele americane au ocupat orașul. Printre altele, acestea au decis afilierea la Wiesbaden a trei cartiere de pe malul drept al Rinului care până atunci aparținuseră orașului Mainz: Amöneburg, Kastel și Kostheim. Generalul  Dwight D. Eisenhower a întemeiat landul Hessa Mare, cu capitala la Wiesbaden.
După întemeierea Republicii Federale Germania în 1949, Wiesbaden a devenit capitala noului land federal Hessa, iar ceva mai târziu chiar sediul pentru două oficii federale: în 1953 s-a înființat aici Oficiul Federal de Criminalistică (Bundeskriminalamt ), iar în 1956 s-a terminat noua construcție a Oficiului Federal de Statistică (Statistisches Bundesamt ).
În perioada 1948 – 1949 aeroportul militar american Army Airfield de pe teritoriul cartierului Erbenheim al Wiesbadenului a fost unul din cele 8 aeropoarte care au asigurat aprovizionarea cu alimente a populației Berlinului de vest în timpul blocadei sovietice. Pentru ceva vreme Wiesbadenul chiar a fost sediul aviației militare americane din Europa, US Air Force Europe (USAFE).
În iunie 2010 forțele militare americane au adus la cunoștință că până în 2015 vor muta sediul european al forțelor armate de uscat americane din Europa, US Army Europe (USAREUR), de la Heidelberg la Wiesbaden, fapt care se va răsfrânge positiv în multe domenii în Wiesbaden, în special economice. Pregătirile la fața locului au stabilit deja o zonă de 35 ha de pe teritoriul Wiesbadenului pe care acum se construiesc peste 300 de locuințe noi pentru militarii americani care se vor muta aici venind din Heidelberg și Mannheim. Investițiile pentru acest proiect vor măsura circa 133 mil. dolari. Lucrările de construcție au început la 1 decembrie 2009.
În 2009 USAREUR a adus la cunoștință că vor începe și construcția unui nou sediu de comandă european, uriaș, pe teritoriul aeroportului lor militar, în valoare de circa 86 mil. euro. Lucrările au început în ianuarie 2010.
În 1957 s-au deschis halele "Rhein-Main", potrivite pentru târguri, congrese și spectacole. Zona comercială pietonală a luat formă între 1969 – 1974. Renumita Deutsche Klinik für Diagnostik (DKD) din Wiesbaden și-a deschis porțile în 1970.
Așezările învecinate Auringen, Breckenheim, Delkenheim, Medenbach, Naurod și Nordenstadt au fost integrate administrativ în Wiesbaden în 1977.
În ziua de azi Wiesbaden este sediu guvernamental (la nivel de land) și administrativ important, care adăpostește și numeroase edituri, întreprinderi de asigurări, bănci, o școală superioară, un port la Rin, întreprinderi din ramura cinematografiei, numeroase întreprinderi industriale și comerciale importante, școli, muzee, spitale renumite, băi termale și alte întreprinderi balneare, un teatru cu 5 scene al landului Hessa, noduri de circulație rutieră, fluvială și feroviară, lăcașe de sport precum și cartiere întregi de locuințe frumoase, reședințele multor persoane din marea zonă urbanistică Rhein-Main.

## Puncte de interes
Wiesbaden oferă vizitatorilor săi numeroase puncte de atracție. Turismul care rezultă de aici, împreună cu ofertele balneare numeroase, faptul că este capitala landului precum și buna infrastructură pentru congrese - toate acestea constituie factori economici importanți. Astfel, numărul de turiști-zile se ridică în ultima vreme la circa 1.000.000 pe an. Există cu totul 67 hoteluri și pensiuni; o mare Jugendherberge (hotel pentru tineret); precum și 3 locuri de camping.

### Schlossplatz(Piața palatului)
Centrului istoric al orașului – de formă pentagonală între 5 străzi – are în mijlocul său Schlossplatz, unde a luat naștere Wiesbaden-ul evului mediu; aici se află și un ansamblu de clădiri istorice ca de exemplu cea mai veche clădire din oraș, Vechea Primărie (construită în perioada 1608-1610) precum și Noua Primărie (1884-1887). Tot aici se găsește și palatul Wiesbaden, cel mai important al orașului; a fost al conților de Nassau din anii 1837-1842. Are un exterior simplu, dar cu saloane împodobite bogat și bine păstrate. Aici a locuit și împăratul Wilhelm II în timpul numeroaselor sale vizite în Wiesbaden. Acest palat adăpostește azi Hessischer Landtag (parlamentul landului Hessa).
Între 1853 și 1862 Carl Boos a construit Marktkirche - biserica pieței, evanghelică; posedă 5 turnuri, cel mai înalt ajungând la 98 m. Este cea mai înaltă clădire din cărămidă a fostului ducat Nassau.
Noua Primărie, la origină o clădire foarte decorată, a fost grav lovită în timpul celui de-al doilea război mondial. După război ea a fost reparată, dar în stil mai simplu. Nu departe de ea se află și Pivnițele istorice ale pieței, renovate de curând; deasupra lor, la suprafață, domină Marktsäule (coloana pieței), făcută din piatră roșie masivă, frumos sculptată, nu foarte înaltă.

### Wilhelmstraße(strada Împăratul Wilhelm) șiKureck(colțul balnear)
Wilhelmstraße este o stradă cu numeroase clădiri frumoase, adăpostind pe o parte a ei restaurante, cofetării, hoteluri, galerii și prăvălii elegante, și învecinându-se cu parcul orășenesc Warmer Damm pe cealaltă parte a străzii. Tot aici se mai găsesc: unul dintre cele 3 muzee ale Landului Hessa (celelalte două se află în orașele Darmstadt și Kassel), Palatul princiar (construit în 1813-1817; azi sediul Camerei de Industrie și Comerț Wiesbaden) precum și vila Clementine (azi folosită pentru diverse activități culturale, în special literare). Pe Wilhelmstraße are loc în fiecare iunie serbarea stradală numită Theatrium, cea mai mare serbare de acest gen din Germania.
La capătul nordic al străzii se află așa-numitul colț balnear (Kureck). El se grupează în jurul frumoasei pajiști dreptunghiulare numită Bowling Green, în mijlocul căreia tronează 2 fântâni arteziene impozante. Această pajiște este înconjurată de:
- Kurhaus (pavilionul balnear principal), clădit între 1905-1907 de către arhitectul Friedrich von Thiersch. Adăpostește printre altele o mare și elegantă sală de spectacole, câteva săli de expoziții sau întruniri, un restaurant de lux și Cazinoul din Wiesbaden. În spatele acestei clădiri se întinde Kurpark (parcul balnear), un parc în stil englez cu o suprafață de circa 6,5 hectare.
- Colonadele balneare, cea mai lungă hală cu coloane din Europa (129 m).
- Vizavi de ele, de cealaltă parte a pajiștei, se află Colonadele teatrului. Clădirea teatrului datează din anul 1894 și adăpostește în zilele noastre unul dintre Teatrele de stat ale landului Hessa.
- În fine, pe a patra latură se află o statuie a împăratului Friedrich III precum și hotelul nobil Nassauer Hof .

### Tot în apropiere
Nu departe se află Kranzplatz (piața coroanei) cu un mic templu deschis, octogonal, plasat direct peste izvorul termal Kochbrunnen (izvorul fierbător). Acest izvor livrează circa 500.000 litri de apă termală fierbinte de 67 °C pe zi. În jurul pieței se află câteva din grandhotelurile Wiesbaden-ului: Schwarzer Bock (hotelul Țapul negru), cel mai vechi hotel din Germania, datând din anul 1486. Apoi clădirea Palasthotel (hotelul Palatului - astăzi prăvălii și locuințe) și în fine clădirea Hotel Rose (hotelul Trandafir) care nici ea nu mai funcționează ca hotel, ci începând din 2004 adăpostește Cancelaria de stat a Prim-ministrului landului Hessa.
Lânga Kranzplatz se află Kaiser-Friedrich-Bad (Pavilionul de băi "împăratul Friedrich"), construit în 1913 și alimentat cu apă  termală. Tot acolo se află și Römertor (Poarta romanilor), unde se pot încă vedea resturi din vechiul zid roman al orașului.

### Alte puncte de interes în centru
Luisenplatz (piața Luisei) este construită în stil clasic. La unul din capetele ei se află biserica catolică Sf. Bonifațiu în stil neo-gotic, cu 2 turnuri de 68 m înălțime, construită între 1844-1849. În această piață se află și monumentul ostașilor din Wiesbaden căzuți în bătălia de la Waterloo (1815) împotriva lui Napoleon.
O stradă principală, cu zonă verde în mijloc și clădiri de locuințe cu fațade frumos împodobite, este Rheinstraße (strada Rinului). Aici se mai află: 
- Ringkirche (biserica de pe centură), construită în 1892-1894, având două turnuri gemene de 65 m înălțime;
- Hessische Landesbibliothek (o bibliotecă a landului Hessa) cu circa 600.000 volume și o sală de lectură istorică;
- Ministerul hessan de științe și arte;
- precum și sediul băncii Nassauische Sparkasse.

Gara. A fost construită între anii 1904-1906 în stil neo-baroc, fiind renovată de curând. Turnul cu ceas al gării atinge 40 m.

### Punctele de interes ceva mai îndepărtate de centru
Nerobergbahn este un trenuleț cu numai 2 vagoane, legate între ele printr-un cablu, care urcă pe dealul numit Neroberg. A fost construit la 1888. Pleacă de la stația de jos din oraș și ajunge până la 245 m altitudine. Trenulețul este fără motor; este antrenat prin greutatea unui bazin de apă plasat sub vagon, care se umple sus de la un râușor, devenind astfel mai greu și trăgând în sus celălalt vagon, golit jos (și deci mai ușor). De vizitat pe Neroberg mai sunt: biserica ortodoxă rusească (Griechische Kapelle),  cimitirul rusesc vechi, micul templu decorativ „Monopteros“, bazinul de înot în aer liber Opelbad și restaurantul cu același nume.
Cetatea Sonnenberg din cartierul cu același nume al Wiesbaden-ului a fost construită în sec. al XIII-lea. Mai sunt păstrate: turnul cetății, o parte din zidurile ei precum și o parte din zidurile așezării vechi, în vecinătate.
Pentru cetatea Frauenstein - vezi articolul respectiv.
Portul la Rin din cartierul Wiesbaden-Schierstein atrage prin parcursul său de Regatta, promenada la malul apei, serbări populare tradiționale ș.a.
În cartierul Dotzheim se află gara liniei de tren Nassauische Touristikbahn, care leagă Wiesbaden cu orașul Diez, traseu numit și Aartalbahn (linia văii râului Aar). Această linie este declarată monument istoric; este cel mai lung monument istoric al Germaniei, măsurând circa 60 km.
Palatul baroc Biebricher Schloss (palatul cartierului Biebrich) s-a construit între 1700-1750 drept reședință a conților de Nassau în cartierul Biebrich, direct la malul Rinului. În spatele lui se află un parc elegant în stil englez, mare de circa 50 ha, cu copaci decorativi impresionanți, pajiști întinse, lăcușor și râulețe precum și ruina unui mic castel (Mosburg). În acest parc are loc anual de Rusalii un turnir de călărie (dresură și parcurs cu obstacole), internațional, de mare tradiție și renume.
Alte palate din Wiesbaden: palatul Platte; palatul Freudenberg.
În sfârsit, la marginea nord-vestică a orașului, deja în pădure, se află parcul zoologico-botanic numit Fasanerie incluzând și micul palat omonim (de fapt un conac) renovat de curând - obiectivul de sfârșit de săptămână pentru mulți localnici.

## Viața culturală

### Învățământ și învățământ superior
- Hochschule RheinMain - Școala superioară de Științe Aplicate
- EBS Universität für Wirtschaft und Recht - o școală superioară particulară, nouă în Wiesbaden; studiul la noua facultate juridică Law School va începe în Wiesbaden în sept. 2011. Instituția a fost fondată acum câțiva ani în orășelul Oestrich-Winkel cu prima ei facultate Business School. Vezi http://www.ebs.edu .
- Școli: pe lângă numeroasele școli de stat de toate nivelele, în oraș există și 5 școli particulare (dintre care 3 sunt licee).

### Teatre
- Hessisches Staatstheater Wiesbaden – Teatrul de Stat al landului Hessa, cu 2 sedii în Wiesbaden, care împreună dispun de 5 săli de spectacole; sala principală este o sală de operă în stil neobaroc, bogat împodobită și renovată recent. Clădirea a fost inaugurată în anul 1894.
- Pariser Hoftheater
- Walhalla-Studio-Theater
- Mitternachtstraum-Theater

### Cinema
- Filmhaus Wiesbaden (Casa Cinematografiei din Wiesbaden); aici în anii 2009-2010 a fost reîntregit Metropolis, celebrul film al lui Fritz Lang (1927).
- Artoteca și cinemateca Caligari
- Cinemateca din Palatul Biebrich
- numeroase săli de cinema

### Muzică
- Wiesbadener Orchesterverein e.V. (e.V. = eingetragener Verein = asociație înregistrată, oficială)

### Muzee
- Museum Wiesbaden (muzeu al landului Hessa; conține colecția de arte, colecția de științe naturale, antichități din fostul ducat Nassau);
- Frauenmuseum Wiesbaden (muzeul femeilor);
- Nassauischer Kunstverein (asociația de artă din fostul Nassau - expoziții de artă contemporană).

### Literatură
- Wiesbaden dispune de o Casă a Literaturii în care au loc lecturi și alte evenimente culturale: vila Clementine.
- Biblioteca orășenească a Wiesbaden-ului
- O altă bibliotecă publică importantă în Wiesbaden este Hessische Landesbibliothek (Biblioteca landului Hessa).
- Biblioteca din cadrul Oficiului Federal de Statistică - cea mai mare bibliotecă cu specialitate statistică din Germania.
- În sfârșit, in Wiesbaden se mai află și Hessisches Hauptstaatsarchiv (Arhivele principale de stat ale landului Hessa).

### Sport
- Fotbal
  - Echipa și asociația de fotbal SV Wehen-Wiesbaden – în Liga națională II, cu sediu și stadion în Wiesbaden (stadionul Brita).
  - Clubul de fotbal SG Germania Wiesbaden
  - Clubul Biebricher FV 02
  - Clubul FSV Schierstein 08
  - Marea asociație sportivă TuS Dotzheim
  - Clubul de tineret SpVgg. Nassau Wiesbaden
- Volei
  - 1. VC Wiesbaden – femei – în Liga natională I
  - TuS Eintracht Wiesbaden – bărbați – în Liga natională II
- Călărie
  - Cel mai important eveniment sportiv din Wiesbaden este Internationales Wiesbadener Pfingstturnier (Turnirul international de rusalii), anual, din parcul palatului Biebricher Schloss.
- Tir
  - În Wiesbaden există numeroase asociații de tir, ca de exemplu Schützenverein Biebrich 1864 .

### Alte atracții culturale
- Sala de spectacole Thalhaus  se folosește pentru o largă gamă de evenimente culturale ca de exemplu teatru improvizat, cabaret, concerte, nopți de tango argentinian.
- Centrul cultural Schlachthof oferă concerte, petreceri, lecturi de poezie ș.a.

### Evenimente culturale care se repetă anual
- aprilie: "goEast" – Festivalul filmului din Europa centrală și de răsărit, la care de multe ori iau parte și filme românești
- mai: Internationale Maifestspiele (Festivalul internațional de teatru din mai)
- mai: Apfelblütenfest (Sărbătoarea florilor merilor) în cartierul Naurod
- mai/iunie (rusalii): Turnirul internațional de călărie și dresură
- mai/iunie: Kranzplatzfest (Serbarea Pieții coroanei)
- iunie: Wilhelmstraßenfest "Theatrium" (Serbarea străzii Wilhelmstraße cu numele "Theatrium")
- iulie: Serbarea portului din cartierul Schierstein
- iulie: Gibber Kerb (Sărbătoare populară a cartierului Gibb)
- iulie-august: Skate Nights (Nopți pentru skaters)
- august: Rheingauer Weinwoche (Săptămâna vinului de Rheingau) în Piața palatului
- august: Folklore im Garten (Folclor în grădină)
- septembrie: Taunusstraßenfest (Sărbătoarea străzii Taunus)
- noiembrie: Festivalul de film "Exground"
- noiembrie/decembrie: Andreasmarkt (Târgul lui Andreas) în Piața Elsass (Piața Alsaciei)
- noiembrie/decembrie: Târgul de Crăciun
- 31 decembrie: Noaptea de revelion cu artificii și muzică în părculețul "Bowling Green".

## Personalități marcante
- Adolf, Mare Duce de Luxemburg (1817 - 1905), Mare Duce de Luxemburg;
- Prințesa Elena de Nassau (1831 - 1888),
- Sofia de Nassau (1836 - 1913), regină a Suediei și Norvegiei;
- William al IV-lea, Mare Duce de Luxemburg (1852 - 1912);
- prințesa Hilda de Nassau (1864 - 1952;
- Hans Grimm (1875 - 1959), scriitor;
- Ingeborg Schöner (n. 1935), actriță;
- John McEnroe (n. 1959), tenismen, antrenor;
- James Peace (n. 1963), compozitor;
- Sinta Weisz (n. 1980), actriță;
- Nico Rosberg (n. 1985), pilot auto de Formula 1;
- Meike Schmelzer (n. 1993), handbalistă.

## Varia
Pe strada Burgstrasse din Wiesbaden este expus un gigantic ceas cu cuc, considerat cel mai mare ceas cu cuc din lume.

## Galerie de imagini

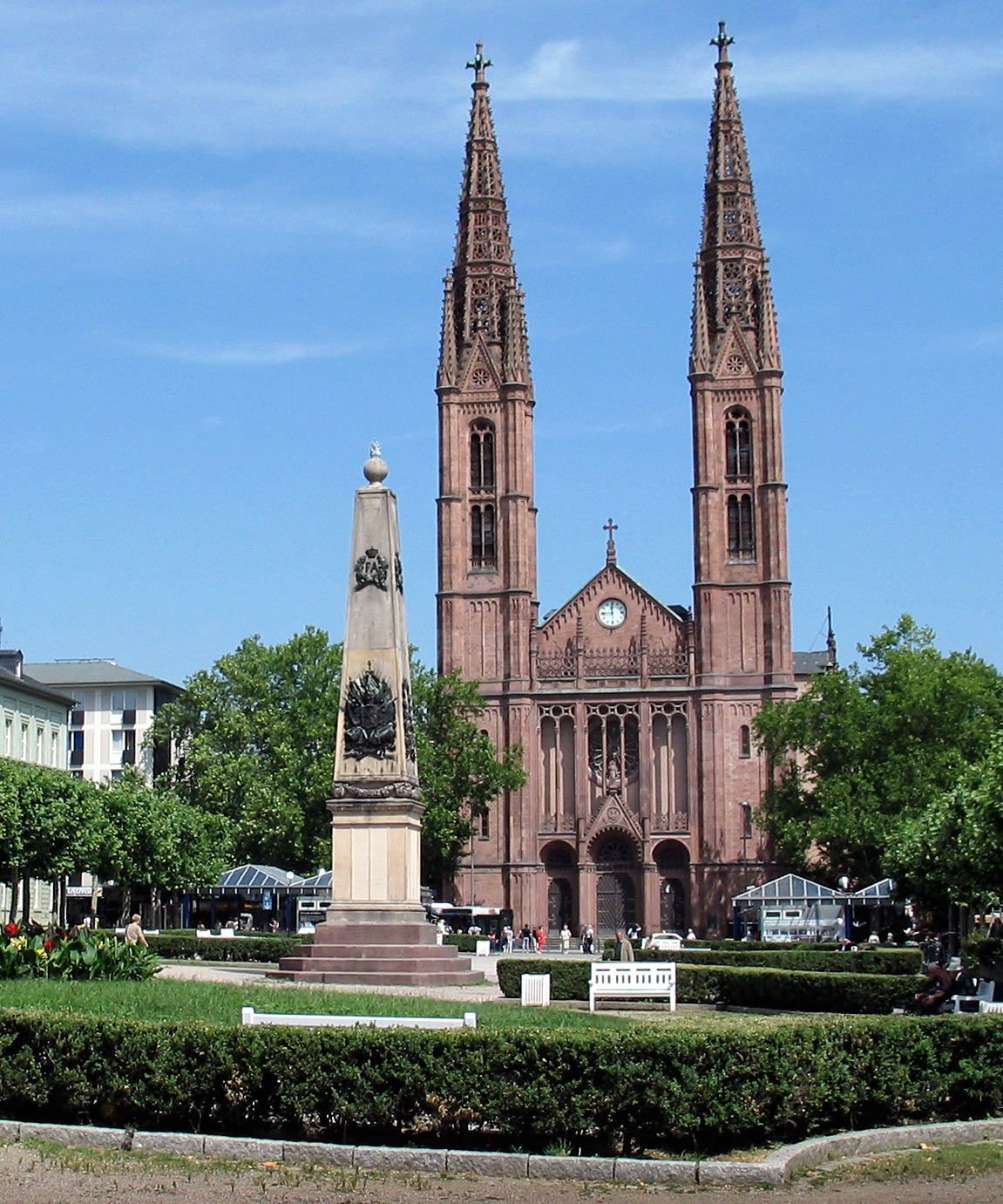
Biserica Bonifatiuskirche și Obeliscul Waterloo din piața Luisenplatz
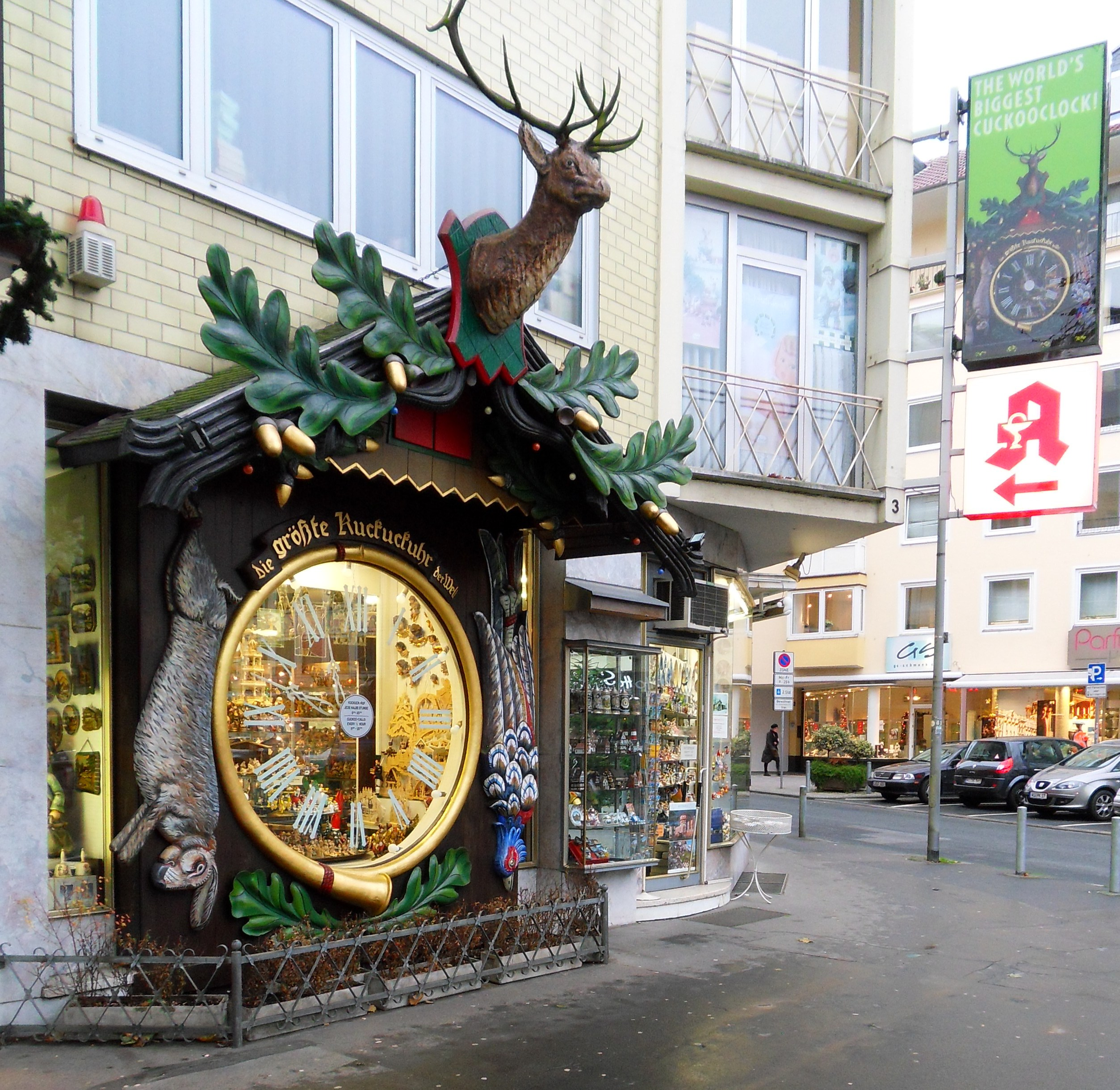
Ceasul cu cuc din Wiesbaden (Burgstrasse)